# 庵田定夏
庵田 定夏（あんだ さだなつ、1988年8月8日 -）は、日本の小説家。男性。大阪府出身。神戸大学卒業。

## 来歴
神大在学中、『ヒトツナガリテ、ドコヘユク』で、2009年に第11回エンターブレインえんため大賞小説部門特別賞を受賞。同作を『ココロコネクト ヒトランダム』へと改題・改稿し。2010年、ファミ通文庫からデビュー。同『ココロコネクト』シリーズは、2012年7月にテレビアニメ化を果たしている。

## 作品リスト
- ココロコネクト[3]（ファミ通文庫、イラスト：白身魚、全11巻（本編8巻、短編集3巻））
- アオイハルノスベテ （ファミ通文庫、イラスト：白身魚、全5巻）
- 今日が最後の人類だとしても（ファミ通文庫、イラスト：細居美恵子、既刊2巻）
- 15歳でも俺の嫁! 交際0日結婚から始める書店戦争（MF文庫J、イラスト：はまけん。、既刊2巻）
- グッバイ、ドン・グリーズ！ オフショット（MF文庫J、イラスト：青十紅、全1巻）

## アンソロジー収録作品
- 「ガチで人生が決まる面接に行ってくる」（『3分間のボーイ・ミーツ・ガール : ショートストーリーズ』2011年7月30日、ISBN 978-4-04-727397-9 収録）
- 「十五センチ一本勝負」（『ショートストーリーズ 僕とキミの15センチ』2017年10月30日、ISBN 978-4-04-734747-2 収録）

## コミカライズ
- 『ココロコネクト』シリーズ（2011年 - 2013年、全5巻）